# درس‌های زندگی با داداش اورامیچی
درس‌های زندگی با داداش اورامیچی (ژاپنی: うらみちお兄さん هپبورن: Uramichi Onii-san, "داداش بزرگه اورامیچی") یک مجموعه مانگای کمدی ژاپنی اثر گاکو کوزه است. این مانگا از ماه مه ۲۰۱۷ در مجله آنلاین کمیک پول ایچیجینشا منتشر شد و فصل‌های آن در شش جلد تانکوبون جمع‌آوری شده‌اند. یک مجموعه انیمه تلویزیونی که توسط استودیو بلان تولید شده است از ژوئیه تا سپتامبر ۲۰۲۱ پخش شد.

## خلاصه داستان
اورامیچی اوموتا، یک ژیمناست حرفه‌ای ۳۱ ساله، به عنوان رئیس بخش تمرین برنامه کودکان به نام کنار هم با مامان (نقیضه برنامه از مامان به ایشو) کار می‌کند. او علیرغم اینکه شخصیتی شاداب در برنامه دارد، اما نمی‌تواند شخصیت واقعی، خسته و فرسوده خود را آشکار نکند.